# Paul-Gerhardt-Kirche (Lautenthal)

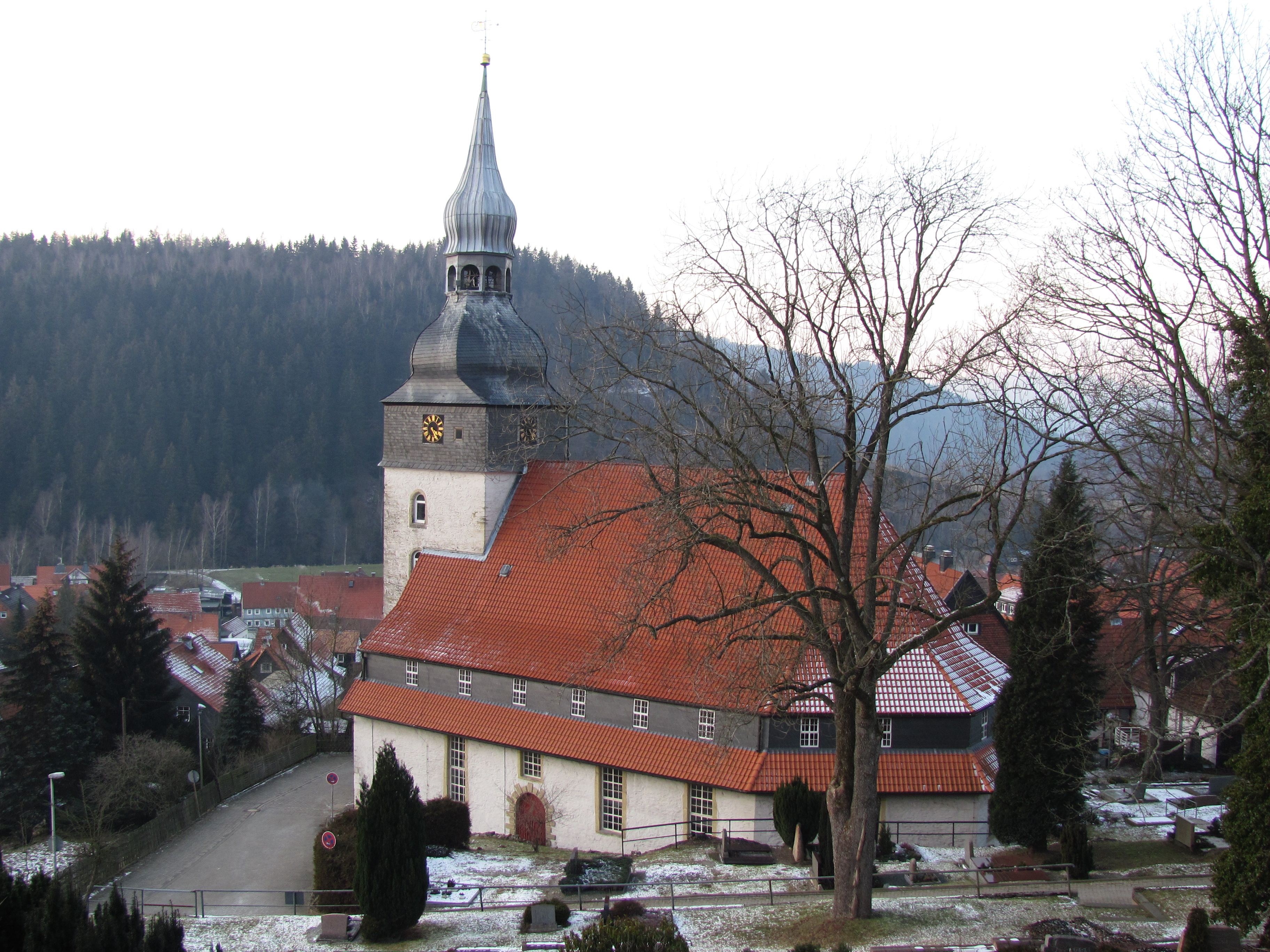
Paul-Gerhardt-Kirche

Die evangelisch-lutherische Paul-Gerhardt-Kirche steht in Lautenthal, einem Ortsteil der Stadt Langelsheim im Landkreis Goslar. Die Kirchengemeinde gehört zum Kirchenkreis Harzer Land.

## Beschreibung

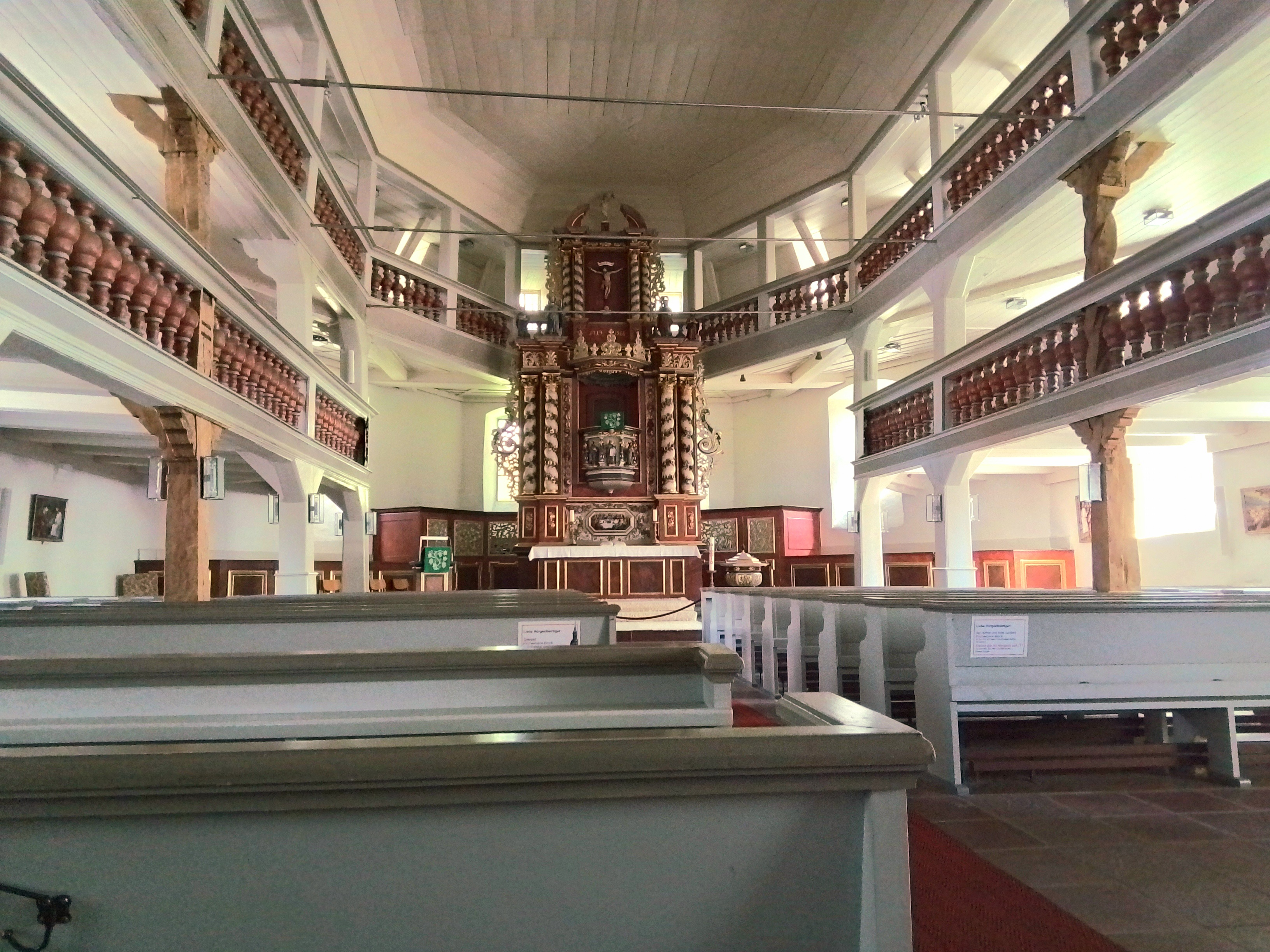
Innenansicht

1564 wurde eine kleine Fachwerkkirche mit spitzem Dachreiter im Garten des heutigen Pfarrhauses gebaut, zu der Fürst Heinrich II. eine Glocke stiftete. Die baufällige Kirche wurde durch einen Sturm 1645 zerstört. Herzog August, Herzog Georg Wilhelm und Herzog Christian Ludwig spendeten für den Neubau. Auch sammelte die Gemeinde von 1648 bis 1653 in ganz Deutschland mehr als über 1000 Taler an Spenden. Zudem beteiligten sich das Bergamt Zellerfeld sowie der Zellerfelder Oberbergmeister Andreas Bach mit einem Darlehen an den Finanzierungen. Die Grundsteinlegung der heutigen massiven barocken Kirche in der Form einer für den Harz typischen Holzkirche erfolgte 1649. Aus Geldmangel wurde sie erst zehn Jahre später fertig gestellt und geweiht. Der Kirchturm wurde 1672 errichtet. Er trägt eine Welsche Haube, bei der übereinander eine glockenförmige geschweifte Haube, ein laternenartiges Zwischenstück und eine zwiebelförmige Haube angeordnet sind. Ein Jahr später deckte man das Dach mit Dachziegeln ein. 1741 wurde eine zweite Empore eingebaut, wodurch sich die Außenmauern nach außen wölbten. Seit 2009 stabilisieren daher fünf Zuganker das Gebäude, welches unter Denkmalschutz steht.
Die Kirche ist tonnenverwölbt und im Inneren sowohl an den Wänden, als auch an den Decken, mit bergbaulichen Motiven reich verziert. Zudem hat das Gotteshaus einen Posaunenengel. Das aus dem Jahre 1652 stammende Taufbecken wurde aus der alten Kirche gerettet und steht rechter Hand vom Altar. Der zweistöckige Kanzelaltar stammt von 1719, er wurde 1966 rekonstruiert. Auf seiner hohen Predella wird das Abendmahl so wie ein Schweinskopf und Judas mit einem Geldbeutel gezeigt. Neben der Predella erheben sich beidseitig Salomonische Doppelsäulen, welche mit Blattwerk und Früchten verziert sind und die Kanzel rahmen. In den fünf Feldern der Kanzel sind die Evangelisten und Jesus abgebildet. Die doppelgeschossigen Emporen haben Brüstungen aus Balustern und werden von verzierten Pfeilern getragen. Die Orgel mit 22 Registern, verteilt auf zwei Manuale und ein Pedal, wurde 1684 von Johann Friedrich Besser gebaut.

## Friedhof
Oberhalb der Kirche befindet sich der Friedhof. Hier gibt es auch eine Kriegsgräberstätte, in der 26 Kriegsgefangene oder Zwangsarbeiter unterschiedlicher Nationen bestattet sind. Dazu gehören ein russischer Kriegsgefangener des Ersten Weltkrieges und 25 Kriegsgefangene oder Zwangsarbeiter sowjetischer, polnischer, jugoslawischer und tschechischer Herkunft, die während des Zweiten Weltkrieges in Lautenthal eingesetzt waren. Darunter sind auch sechs Frauen. Acht Kriegsgefangene und Zwangsarbeiter starben in den Jahren 1942 bis Anfang April 1945. Die Mehrheit starb jedoch in den Tagen zwischen dem 13. und dem 20. April 1945 nach ihrer Befreiung durch US-Truppen. Für die Todesursachen gibt es zurzeit keine plausiblen Erklärungen.